# 컴패션
컴패션(Compassion International)은 기독교 기반의 국제어린이양육기구이다. 1952년 에버렛 스완슨 목사에 의해 캐나다, 미국, 스위스를 시작으로 설립되었으며 현재는 영국, 프랑스, 호주, 대한민국을 비롯해 12개국을 기반으로 탄자니아, 볼리비아 등 전세계 25개국에서 활발히 활동하는 국제 구호 단체로 발전하였다. 국제본부는 미국 콜로라도주 콜로라도스프링스에 위치하고 있으며 2017년 기준으로 25개국에서 1,800,000명 이상을 후원하고 있다.

## 컴패션의 시작
1952년 군인들에게 설교를 하기 위해 한국을 찾은 에버렛 스완슨(Everett Swanson) 목사는 국내에 머무는 동안 전쟁 고아들과 마주치게 된다. 이후 선교사 친구에게서 한국을 위하여 무언가를 해볼 것을 제안받았고, 미국으로 돌아와 한국에서의 경험을 바탕으로 설교를 하며 전쟁 고아들을 위한 기금을 모으기 시작했다.
2년 뒤인 1954년, 개인과 가족, 교회가 한국의 전쟁 고아들을 위해 몇 달러씩 기부할 수 있는 프로그램이 개발되었다. 이 후원금은 한국의 아이들에게 성경 공부와 음식, 옷, 살 수 있는 공간과 의료 혜택을 제공하는 데 쓰였다.
1956년, 스완슨 목사와 그의 아내 미리암 스완슨(Miriam Swanson)은 비영리단체인 에버렛 스완슨 복음주의 재단(Everett Swanson Evangelistic Association)을 설립하였다. 7년 뒤 이 단체는 현재의 이름인 컴패션(Compassion, Incorporated)로 이름을 바꾸었으며, 같은 해 컴패션 캐나다 지부(Compassion of Canada, Ltd.)를 시작으로 현재 미국 이외 전 세계 25개국에서 활발하게 활동을 하고 있는 국제 구호 단체 중 하나이다.

## 컴패션 수혜국/공혜국 목록
2017년 기준으로 컴패션의 공여국 목록은 다음과 같다.
| 유럽 - 영국 - 프랑스 - 독일 - 이탈리아 - 스위스 - 네덜란드 - 노르덴 | 아시아/오세아니아 - 대한민국 - 호주 - 뉴질랜드 | 아메리카 - 미국 - 캐나다 |  |

2017년 기준으로 컴패션의 수혜국 목록은 다음과 같다
| 아프리카 - 부르키나파소 - 에티오피아 - 가나 - 케냐 - 르완다 - 탄자니아 - 토고 - 우간다 | 아시아 - 방글라데시 - 인도네시아 - 필리핀 - 스리랑카 - 태국 | 중앙 아메리카와 카리브해 연안 - 도미니카 공화국 - 엘살바도르 - 과테말라 - 아이티 - 온두라스 - 멕시코 - 니카라과 | 남 아메리카 - 볼리비아 - 브라질 - 콜롬비아 - 에콰도르 - 페루 |

## 참고 문헌
1. ↑  http://www.compassion.com/about/about-us.htm
2. ↑  http://www.compassion.com/history.htm
3. ↑  http://www.compassion.com/where-we-work.htm